# Marco Pantani

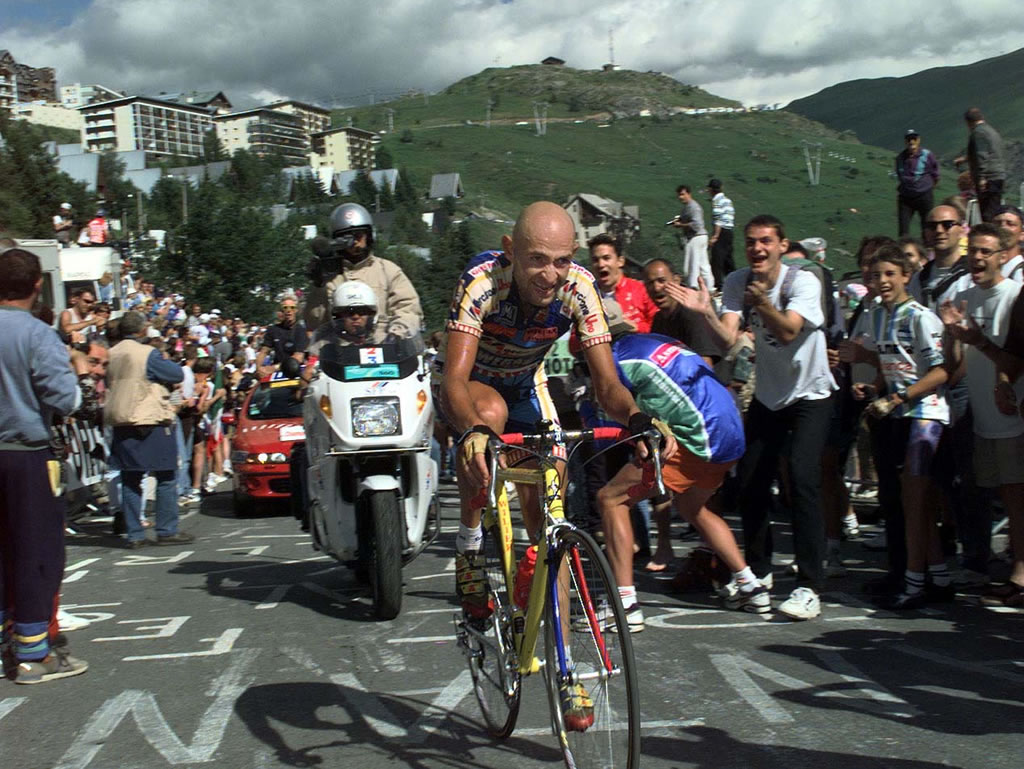
Marco Pantani uppför Alpe d'Huez 1997.

Marco Pantani, med smeknamnet Il Pirata, "Piraten", född 13 januari 1970 i Cesena, död 14 februari 2004 i Rimini, var en italiensk proffscyklist, ansedd som en av de bästa klättringsspecialisterna genom tiderna inom professionell cykling. Han är den näst senaste cyklisten att vinna Tour de France och Giro d'Italia under ett och samma år (1998). Hans offensiva tävlingsstil med många attacker gjorde honom ofta till publikfavorit på de stora internationella tävlingarna. Han blev proffs 1992 och vann 36 tävlingar under sin karriär.      
1999 diskvalificerades Pantani då han ledde Giro d'Italia sedan ett blodtest visat att han hade för högt hematokritvärde. Efter detta blev han indragen i flera rättsprocesser angående innehav och användning av dopningpreparat. Ömsom fälldes ömsom frikändes han i dessa rättegångar.
Efter Giro d'Italia sommaren 2003 togs han in på ett behandlingshem för drogberoende då han fallit i djup depression. I februari 2004 avled han av en överdos kokain på ett hotellrum i den italienska badorten Rimini. Hans död väckte mycket stor sorg i hemlandet där bland annat 20 000 människor samlades vid hans begravning.

## Början
Marco Pantani föddes i Cesena som son till en rörmokare. Pantani anslöt sig till den lokala cykelklubben Gruppo Cicloturistico Fausto Coppi i Cesenatico när han var tio år. 1990 cyklade han nästan heltid som amatör och han vann två etapper och totalsegern på Baby Giro.

## Uppgång
I Marco Pantanis andra medverkande i Giro d'Italia 1994 kom hans stora genombrott. Han vann två etapper och kom tvåa totalt efter Jevgenij Berzin men före Miguel Indurain som hade vunnit de två föregående åren. Han hade förmodligen vunnit totalt om inte hans lag hade bett honom att hjälpa lagets kapten Claudio Chiappucci under de första bergsetapperna. Samma år gjorde Pantani också debut i Tour de France och blev trea totalt men vann ingen etapp trots att han attackerade och körde ifrån den slutliga vinnaren Miguel Indurain på flera etapper. 1995 kunde han inte delta i Giro d'Italia på grund av en vurpa, men han vann två etapper i Tour de France och slutade på 13:e totalt. Han blev också trea i världsmästerskapen samma år.
Under de här åren skapade Pantanis klättrarstil sensation i cykelvärlden. Även om han förlorade mycket tid på tempoloppen verkade han oslagbar i de höga bergen. Hans stil att cykla fick till och med Bianchi att utveckla en ny cykel som passade hans stil bättre. Just när det verkade som han skulle börja dominera cykelvärlden råkade han ut för en svår olycka i Milano-Turin i slutet av 1995. Han bröt benet på två ställen och det fanns en risk att han kanske skulle tvingas sluta cykla.
Pantani gjorde comeback i Giro d'Italia 1997, men föll då en svart katt sprang ut framför klungan under en av de första etapperna. Han var dock överraskande tillbaka redan i Tour de France samma år och utmanade om den gula tröjan. Han visade sig som vanligt bäst i bergen och vann två etapper; bland annat satte han en av de snabbaste tiderna någonsin i klättringen uppför "Alpe d'Huez", där han körde ifrån hela fältet efter en tidig attack i foten av berget. Den tyngre och kraftfullare Jan Ullrich kunde dock begränsa sina tidsförluster i bergen under några minnesvärda bataljer. Ullrich tog sen igen förlusterna och mer därtill under tempoloppen. Pantani blev till slut trea bakom Jan Ullrich och Richard Virenque.
Följande år, 1998, blev Pantanis stora år. Han vann för första gången Giro d'Italia före Pavel Tonkov och Alex Zülle. Han vann också Tour de France detta år där han lyckades knäcka favoriten Jan Ullrich. I Pyrenéerna lyckades Pantani ta igen tiden han förlorade under den första veckan, och under en klassisk etapp från Grenoble till Les Deux Alpes slog han Ullrich med nästan nio minuter under dåliga väderförhållanden. Ullrich visade karaktär under nästa etapp till Albertville genom att attackera på Col de la Madeleine, men Pantani kunde följa med och blev den förste italienaren sedan Felice Gimondi 1965 att vinna Tour de France. Han bröt också en svit av vinster av tempospecialister såsom Miguel Indurain, Jan Ullrich och Greg LeMond. Inte sedan Lucien van Impes dagar, 1976, hade en specialiserad klättrare vunnit.
Tour de France 1998 blev ihågkommen också för en stor dopningskandal. En av läkarna i Festina-stallet blev stoppad vid fransk-belgiska gränsen med flera illegala dopningprodukter gömda i bilen. Skandalen berörde inte endast Festina-cyklisterna utan flera lag var under utredning och många cyklister lämnade loppet. Pantani, som inte berördes av skandalen, framstod som cyklingens frälsare under dessa omständigheter.

## Fall
Början till slutet för Pantani kom under 1999 års Giro d'Italia. Han var på väg mot totalseger efter att ha hade vunnit fyra etapper och hade en stor ledning i sammandraget. Han blev dock diskvalificerad från tävlingen på grund av för hög hematokritnivå (som är en indikation på, men inte ett bevis för, användande av EPO). Senare avslöjades att hans hematokritvärden var 60 % efter kraschen 1995, mycket högre än de accepterade värdena på 50 %. Efter detta fick hans stolthet sig en knäck och han höll sig borta från resten av årets lopp.
Trots dopningsanklagelserna förblev Pantani populär bland fansen som en klättrare av den gamla skolan som attackerade och gjorde loppen spännande. 2000 var han tillbaka i Giro d'Italia utan att ha förberett sig ordentligt, utan dök upp dagen före loppet startade. Pantani förlorade mycket tid i början och kunde inte matcha de bästa förrän på den sista bergsetappen till Briançon där han attackerade utan att någon kunde följa honom. Han vann dock inte etappen eftersom han inte hann ikapp en tidigare utbrytare men hjälpte trots det sin lagkamrat Stefano Garzelli att vinna tävlingens totala sammandrag.
Pantani deltog också i Tour de France 2000. Han var långt efter på flera etapper, men visade glimtar av sin talang när han var den ende som kunde matcha den nye dominanten Lance Armstrong uppför det tuffa berget Mont Ventoux. På slutet av etappen verkade Armstrong släppa iväg Pantani och gav därmed bort etappsegern. Pantani däremot hävdade att han kört ifrån l'Americano som han kallade Armstrong. Detta gav upphov till ont blod mellan de två och när Armstrong kallade Pantani Elefantino, italienska för 'lille elefanten', ett öknamn som refererade till Pantanis öron och ett namn han avskydde, blev det ännu värre. Pantani hade skaffat sig en fiende i en tid när han verkligen behövde vänner. I samma Tour vann han etappen till Courchevel när han attackerade och lämnade alla bakom sig, inklusive Armstrong.
Detta var det sista lopp som Pantani vann och han lämnade Tour de France före Paris. Efter detta tävlade han sporadiskt under 2001 och 2002. Bland annat körde han, till spanjorernas stora glädje, Vuelta a España 2001. Han avslutade dock aldrig tävlingen utan lämnade den, tillsammans med två stallkamrater, när de kom till Pyrenéerna, där han i vanliga fall skulle ha visat sin styrka. Under säsongen 2001 hittades en spruta som visade spår av insulin i hans hotellrum under Giro d'Italia 2001. Pantani hävdade att den hade planterats där och att han överhuvudtaget inte befann sig i det rummet den natten. Rätten trodde honom inte och han stängeds av i sex månader. Pantani vägrades delta i Tour de France 2002 men han var tillbaka under Giro d'Italia 2003, där han inte vann någon etapp men placerade sig bra i bergen. I juni 2003 skrev han in sig själv på en klinik för att få behandling för sin depression och för drogmissbruk. Vid denna tid verkade han chanser att komma tillbaka till toppen små.
Pantani fortsatte dock att tävla för Mercatone Uno. Under presentationen av Mercatone Uno-stallet i början av 2003 kom Marco Pantani med huvudet i bandage och berättade att han hade opererat öronen för att kunna "göra förändringar i sitt liv". Han hade länge blivit hånad för sina utstående öron, bland annat av Lance Armstrong som kallat honom för Elefantino, och nu ville han göra comeback. Han vann Coppi and Bartali och i Giro d'Italia slutade han på 14:e plats. Allting verkade gå bra och det såg ut som om han kunde vara en utmanare till Lance Armstrongs femte raka seger i Tour de France. Men just som Mercatone Uno, som inte skulle få köra Tour de France, godkände att Pantani skulle få tävla för Jan Ullrichs Bianchi-stall, berättade Marco Pantani att han inte längre brydde sig om att segra över Lance Armstrong. 2003 års Giro d'Italia blev därmed hans sista stora tävling och kort därefter lade han in sig på ett behandlingshem som specialiserade sig på droger och depressioner. Han tävlade aldrig mer. 
Den 13 januari 2004 firade Pantani sin födelsedag med några nära vänner och sade då att han fortfarande hade problem men vägrade att åka till något av de behandlingshem som han blev inbjuden till. Efter kalaset började Marco Pantani isolera sig själv från de som ville ge honom en hjälpande hand, och efter ett bråk med sin pappa gömde han sig själv på ett hotell. På hotellet ringde han till sin manager Manuela Ronchi och berättade var han var, men när hon kom fram till hotellet hade Pantani redan lämnat och fortsatt mot Rimini, med sina kläder och sin mobiltelefon kvar på det gamla hotellet. 
Den 9 februari anlände Pantani till badorten Rimini och valde att övernatta på hotellet Le Rose. Han var ute i 20 minuter från hotellet på måndagen, samma dag som han hade anlänt till staden. Under hela vistelsen undvek han kontakt med hotellets gäster och personal.

## Död

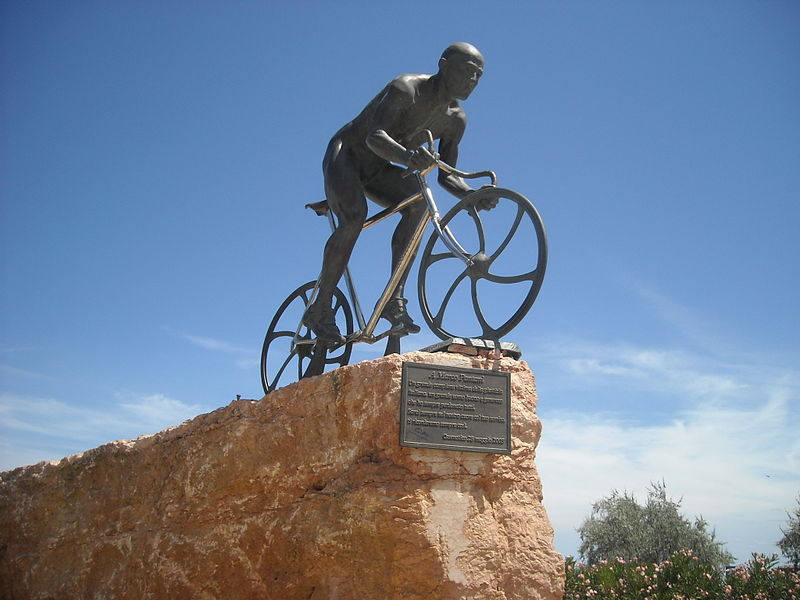
Staty över Marco Pantani i Cesenatico.

Under kvällen den 14 februari 2004 hittades Pantani död på sitt hotellrum i Rimini. Strax innan han dog vägrade Pantani låta städerskan städa hans rum och han lade av telefonen. Då ingen kontakt kunde nås med Pantani bröt hotellets ägare upp dörren till rummet och fann Pantani livlös. Obduktionen visade att han dött av vätska i hjärnan och hjärtstillestånd till följd av akut kokainförgiftning.
Den 16 februari 2004 var rubriken i La Gazzeta dello Sport: "Se n'è andato", "Han är borta". Italienske cyklisten Mario Cipollini sade "Jag är förkrossad. Det är en tragedi av enorma proportioner för alla inom cykelsporten. Jag saknar ord." Tjugotusen sörjande samlades vid hans begravning, där hans manager och nära vän Manuela Ronchi läste de sista raderna från hans dagbok:
| ” | I fyra år har jag varit i varje rättssal, jag har förlorat min vilja att vara som andra idrottsmän, men cykelsporten har betalat priset och många ungdomar har förlorat sin tro på rättvisan. Alla mina kollegor har blivit förnedrade, med TV-kameror gömda på deras hotellrum för att försöka förstöra familjer. Hur kan man inte göra sig själv illa efter det. | „ |

Marco Pantani ligger begravd i Cesenatico. Giro d'Italias arrangörer beslutade sig för att dedicera en bergspassage till Marco Pantani varje år. I 2004 års upplaga blev den första Cima Pantani Passo del Mortirolo, ett av de tuffaste bergen som används för cykeltävlingar i Europa. Berget spelade en viktig roll i Pantanis karriär. 1994 attackerade han där och tog en av sina finaste segrar i Aprica. 1999 väntade berget på honom förgäves efter det att han blivit utesluten innan cyklisterna nådde dit. 2005 var Cima Pantani Colle Fauniera där Pantani visade de sista glimtarna av sin talang under 2003 års Giro d'Italia.

## Stall
- Carrera 1992–1996
- Mercatone Uno 1997–2003